# Michel'le
Michel'le, de son vrai nom Michel'le Denise Toussaint, née le 5 décembre 1970 à Los Angeles, Californie, est une chanteuse et auteur-compositeur-interprète américaine.
Elle est surtout connue pour ses chansons de la fin des années 1980 et début des années 1990. Ses plus grands succès, No More Lies, Nicety ou encore Something in My Heart, se sont classés au Billboard Hot 100. Sa particularité est d'avoir une voix enfantine, très haut perchée, qui contraste avec sa manière de chanter plutôt agressive. Elle a été, entre 2013 et 2015, une des participantes de l'émission de téléréalité américaine R&B Divas: Los Angeles.

## Biographie

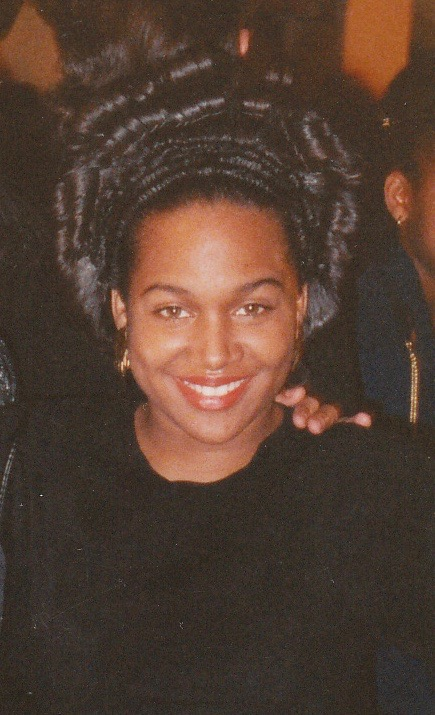
Michel'le en 1990

Michel'le fait ses débuts en 1987, en qualité de vocaliste, sur le single Turn Off the Lights du World Class Wreckin' Cru. La chanteuse a été appelée à la dernière minute pour prendre la place de Mona Lisa qui n'arrivait pas au studio pour l’enregistrement du morceau.
En 1989, elle signe un contrat chez Ruthless Records, le label d'Eazy E, et sort son premier album studio homonyme, entièrement produit par son petit ami de l'époque, Dr. Dre. L'opus, qui contient les tubes No More Lies, Nicety et Something in My Heart, est certifié disque d'or par la Recording Industry Association of America (RIAA) le 25 avril 1990 avec plus d'un million de copies vendues.
En 1991, à la suite des pressions exercées par Suge Knight, Eazy-E est obligé de se défaire des artistes Dr. Dre, The D.O.C. et Michel'le qui signent chez Death Row.
En 1995, elle chante sur Let's Play House, un morceau de Tha Dogg Pound, issu de l'album Dogg Food.
L'année suivante, on la retrouve sur le titre Run tha Streetz de 2Pac, extrait de l'album All Eyez on Me. La même année, elle se sépare de Dr. Dre.
En 1998, elle publie son second album studio, Hung Jury, chez Death Row, qui ne connaît pas le succès.
En 2003, elle participe à la bande originale du film Dysfunktional Family.
En 2010, elle sort un single, Freedom to Love et déclare au webzine HipHopDX ne pas préparer de nouvel album.
En 2014, elle publie un nouveau single, It Still Hurts, puis Nothing en 2015.
Le 15 octobre 2016, la chaîne Lifetime diffuse Surviving Compton: Dre, Suge & Michel'le, un biopic sur Michel'le qui raconte, notamment, les violences qu'elle a subies durant ses relations avec Dr. Dre et Suge Knight, son expérience chez Death Row et le chemin parcouru pour se trouver. Son personnage est interprété par Rhyon Nicole Brown.
Son personnage n'est pas présent dans le film NWA: Straight Outta Compton, bien qu'elle ait tenu une place importante au sein du groupe NWA.
Toujours en 2016, elle interprète son propre rôle dans la comédie musicale Love Jones.

## Vie personnelle
Michel'le et Dr. Dre ont un fils, Marcel, né en 1991. La chanteuse a déclaré que le rappeur l'avait maltraité physiquement à plusieurs reprises, lui cassant notamment le nez.
En 1999, elle épouse Suge Knight, le cofondateur de Death Row Records. Le mariage est annulé six ans plus tard car Suge Knight n'était pas divorcé de sa précédente épouse . En 2002, une fille, Bailei, naît de cette union. Michel'le a déclaré avoir été également battue par Knight.

## Discographie

### Albums studio
- 1989 : Michel'le
- 1998 : Hung Jury